# Kosteletzkya thurberi
Kosteletzkya thurberi är en malvaväxtart som beskrevs av Asa Gray. Kosteletzkya thurberi ingår i släktet Kosteletzkya och familjen malvaväxter. Inga underarter finns listade i Catalogue of Life.